# آندری موردویچف
آندری موردویچف (انگلیسی: Andrey Mordvichev؛ زادهٔ ۱۴ ژانویهٔ ۱۹۷۶) ارتشبد نیروی زمینی روسیه است، که از مه ۲۰۲۵ به‌عنوان فرمانده کل نیروهای زمینی روسیه فعالیت می‌کند.
موردویچف فعالیت نظامی را از سال ۱۹۹۷ در نیروی زمینی روسیه آغاز کرد، از ۲۰۲۱ تا ۲۰۲۲ فرماندهی ارتش هشتم ترکیبی را برعهده داشت و در فاصله سال‌های ۲۰۲۳ تا ۲۰۲۵ فرمانده منطقه نظامی مرکزی بود.